# Gerry Thomas
Gerry Thomas (1922 - 18 de julio de 2005) fue un cocinero estadounidense. Se le atribuye haber sido el primero en desarrollar en los años 1950 el concepto de plato preparado (comida de conveniencia) con el producto TV-Dinner que se preparaba directamente al horno dando la posibilidad de cocinar un plato en tan sólo unos minutos. La empresa para la que trabajaba, Swanson, llegó a comercializar más de 10 millones de raciones en el 1954. Un año después Swanson fue adquirida por Sopa Campbell. Thomas siguió trabajando en Campbell como directivo de marketing, hasta que se retiró en 1970 tras sufrir un infarto, dedicándose luego a la consultoría, y a dirigir una galería de arte en Arizona.